# Cá vây tay Tây Ấn Độ Dương
Cá vây tay Tây Ấn Độ Dương, đôi khi được gọi là Cá vây tay châu Phi (tên khoa học Latimeria chalumnae) là một loài cá vây tay sinh sống ở Tây Ấn Độ Dương. Nò là một trong hai loài cá vây tay còn tồn tại. Nó có một sắc tố màu xanh sống động. Loài này được đánh giá là cực kỳ nguy cấp trên Sách đỏ IUCN.

## Đặc điểm sinh học
Trọng lượng trung bình là 80 kg và dài đến 2 mét. Con cái lớn hơn con đực. Chúng phân bố rộng rãi nhưng rất thưa thớt xung quanh mép phía tây Ấn Độ Dương, từ Nam Phi về phía bắc dọc theo bờ biển phía đông châu Phi Kenya, Comoros và Madagascar, dường như hiện diện ở các thuộc địa nhỏ, dường như xuất hiện theo đàn nho nhỏ.

## Số lượng và bảo tồn

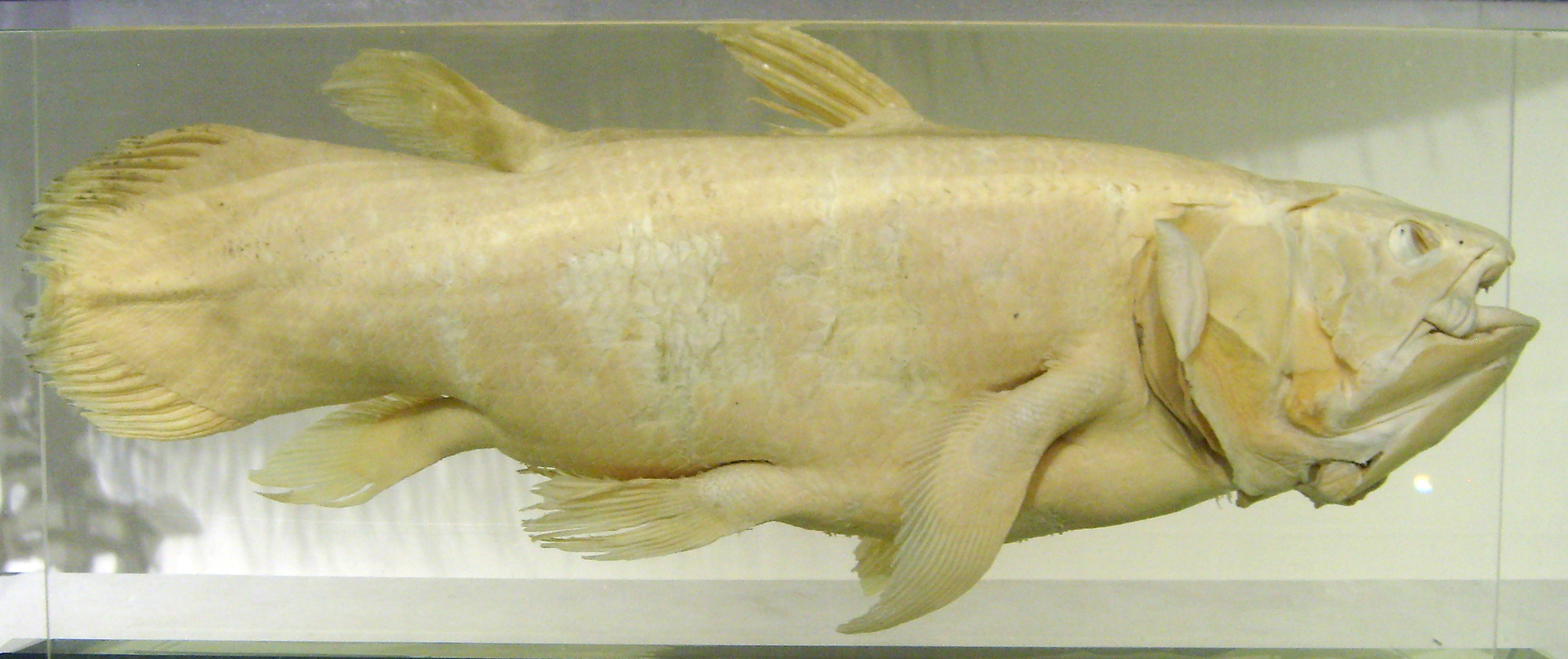
Tiêu bản Latimeria chalumnae, bảo tàng Zoologisk, Copenhagen

Cá vây tay Tây Ấn Độ Dương được liệt kê là loài cực kỳ nguy cấp theo IUCN. Theo quy định của Công ước CITES, cá vây tay đã được bổ sung vào Phụ lục I (bị đe dọa tuyệt chủng) vào năm 1989. Hiệp ước cấm mua bán quốc tế cho các mục đích thương mại và điều chỉnh toàn bộ thương mại, bao gồm cả việc gửi mẫu vật bảo tàng, thông qua một hệ thống giấy phép. Năm 1998, tổng dân số của Cá vây tay Tây Ấn Độ Dương được ước tính là 500 con hoặc ít hơn.

## Sự phát hiện
Theo một báo cáo từ Mongabay News, "cá hóa thạch 4 chân" hay loài cá vây tay đã được tìm thấy còn sống khỏe mạnh ở Tây Ấn Độ Dương ngoài khơi Madagascar.
Một nhóm ngư dân Madagasca đang trong hành trình đi săn cá mập thì bất ngờ phát hiện một quần thể cá vây tay ở độ sâu 100 đến 150m dưới đáy biển.
Loài này có niên đại cách đây 420 triệu năm, được cho là đã tuyệt chủng vào năm 1938 - khi con cá vây tay còn sống cuối cùng được phát hiện ở ngoài khơi Bờ biển Nam Phi.
Do đó, các nhà khoa học đã hết sức kinh ngạc khi phát hiện một con cá vây tay Ấn Độ Dương - tên khoa học Latimeria chalumnae - vẫn còn sống, với 8 vây, kiểu hình vảy đặc trưng và kích thước cơ thể khổng lồ.
Một nghiên cứu gần đây trên tạp chí Khoa học SA chỉ ra rằng loài cá vây tay có thể đã phải đối mặt với một mối đe dọa sống còn do sự gia tăng của nạn săn bắt cá mập, bùng nổ từ những năm 1980.
Nghiên cứu của họ tiếp tục chỉ ra rằng, Madagascar có thể là "trung tâm" của nhiều loài phân loài cá vây tay khác nhau, do đó cần thiết phải có các hành động để bảo tồn các loài cổ đại này.
Tác giả chính của nghiên cứu - Andrew Cooke - và đồng nghiệp của ông mong muốn tuyên truyền cho mọi người biết về giá trị của loài cá vây tay độc đáo sau khoảng 40 năm họ tiến hành nghiên cứu.
"Kết quả nghiên cứu đưa ra cái nhìn toàn diện đầu tiên về loài cá vây tay Madagascar và chứng minh sự tồn tại của một quần thể quan trọng trong khu vực và môi trường thích hợp của chúng" - theo bài viết trên tạp chí Khoa học SA.